# C3orf33
C3orf33 (англ. Chromosome 3 open reading frame 33) – білок, який кодується однойменним геном, розташованим у людей на 3-й хромосомі. Довжина поліпептидного ланцюга білка становить 294 амінокислот, а молекулярна маса — 33 765.
| 10         |  | 20         |  | 30         |  | 40         |  | 50         |
| ---------- |  | ---------- |  | ---------- |  | ---------- |  | ---------- |
| MAGQPAATGS |  | PSADKDGMEP |  | NVVARISQWA |  | DDHLRLVRNI |  | STGMAIAGIM |
| LLLRSIRLTS |  | KFTSSSDIPV |  | EFIRRNVKLR |  | GRLRRITENG |  | LEIEHIPITL |
| PIIASLRKEP |  | RGALLVKLAG |  | VELAETGKAW |  | LQKELKPSQL |  | LWFQLLGKEN |
| SALFCYLLVS |  | KGGYFSVNLN |  | EEILRRGLGK |  | TVLVKGLKYD |  | SKIYWTVHRN |
| LLKAELTALK |  | KGEGIWKEDS |  | EKESYLEKFK |  | DSWREIWKKD |  | SFLKTTGSDF |
| SLKKESYYEK |  | LKRTYEIWKD |  | NMNNCSLILK |  | FRELISRINF |  | RRKG       |

A: Аланін

C: Цистеїн

D: Аспарагінова кислота

E: Глутамінова кислота

F: Фенілаланін

G: Гліцин

H: Гістидин

I: Ізолейцин

K: Лізин

L: Лейцин

M: Метіонін

N: Аспарагін

P: Пролін

Q: Глутамін

R: Аргінін

S: Серин

T: Треонін

V: Валін

W: Триптофан

Задіяний у таких біологічних процесах, як ацетилювання, альтернативний сплайсинг. 
Локалізований у мембрані.
Також секретований назовні.